# ナンシー・ウィン・ボルトン
ナンシー・ウィン・ボルトン（Nancye Wynne Bolton, 1916年6月10日 - 2001年11月9日）は、オーストラリア・メルボルン出身の女子テニス選手。第2次世界大戦をまたぐ時代に活躍し、全豪選手権で女子シングルス6勝、女子ダブルス10勝、混合ダブルス4勝を挙げた。右利きの選手で、長身から繰り出す強打を持ち味とした。フルネームは Nancye Hazel Meredith Wynne Bolton （ナンシー・ヘイゼル・メレディス・ウィン・ボルトン）という。旧姓「ナンシー・ウィン」（Nancye Wynne）という名前であったが、競技生活の間に結婚して「ナンシー・ウィン・ボルトン」と2つの姓を名乗った。夫の姓だけで「ナンシー・ボルトン」と呼ばれることも多い。

## 来歴
ナンシー・ウィンは1936年、20歳の時に全豪選手権の女子シングルス・女子ダブルスの2部門で初の決勝に進み、テルマ・コインとペアを組んだ女子ダブルスで初優勝を果たすが、女子シングルス決勝ではジョーン・ハーティガン（1912年 - 2000年）に 4-6, 4-6 で敗れて準優勝になった。翌1937年、ウィンは女子シングルス決勝でエミリー・ウェスタコット（1910年 - 1980年）を 6-3, 5-7, 6-4 で破って初優勝を飾る。1938年、オーストラリアの女子テニス選手として史上初の全米選手権女子シングルス決勝に進出したが、アリス・マーブル（1913年 - 1990年）にわずか22分の 0-6, 3-6 で完敗した。1940年全豪選手権で、ナンシー・ウィン・ボルトンは女子シングルス・女子ダブルス・混合ダブルスの3部門すべてに優勝する「ハットトリック」を達成した。全豪選手権でのハットトリックは、ダフネ・アクハースト（1903年 - 1933年）が1925年・1928年・1929年の3度達成したことがあり、ウィン・ボルトンはアクハーストの3度目以来11年ぶりの偉業達成となった。テルマ・コイン・ロングと組んだ女子ダブルスでは5連覇達成となり、混合ダブルスではコリン・ロングと組んで初優勝を決めた。しかし、前年の1939年に勃発した第2次世界大戦の影響で、全米選手権を除くテニス4大大会が開催中止を余儀なくされた。
1945年に第2次世界大戦が終結し、翌1946年からテニス4大大会も再開された。終戦直後の全豪選手権で、ナンシー・ウィン・ボルトンは女子シングルスと混合ダブルスの2部門を制覇し、1948年までこの2つの部門で3連覇を達成したが、テルマ・コイン・ロングとの女子ダブルスだけはジョイス・フィッチ＆メアリー・ベビスの組に 7-9, 4-6 で不覚を取ってしまう。ナンシー・ボルトンとテルマ・ロングの女子ダブルスは1946年から1952年まで7年連続で決勝に進み、1947年から1949年に再び3連覇を達成したが、1950年の決勝ではアメリカペアのルイーズ・ブラフ＆ドリス・ハート組に 3-6, 6-2, 3-6 で敗れたこともあった。ボルトンもダフネ・アクハーストのように、1947年と1948年に2年連続で3度の全豪選手権「ハットトリック」達成記録を残した。1951年、ナンシー・ウィン・ボルトンは女子シングルス決勝でダブルス・パートナーのテルマ・ロングを 6-1, 7-5 で破り、この部門で最後の優勝を飾った。こうして彼女の全豪選手権優勝は総計「20勝」（女子シングルス6勝＋女子ダブルス10勝＋混合ダブルス4勝＝総計20勝）となり、1920年代に活躍したアクハーストの「14勝」を上回った。第2次世界大戦による5年間の中断をはさんで、ボルトンとロングのペアは「12大会連続」で女子ダブルス決勝に進出した。当時の全豪選手権では、男子ダブルスでもエイドリアン・クイスト＆ジョン・ブロムウィッチ組がペア8連覇を達成し（クイストは男子ダブルス10連覇）、クイスト＆ブロムウィッチ組とボルトン＆ロング組はオーストラリアでダブルスの牙城のような強さを誇った。
ナンシー・ウィン・ボルトンの全豪選手権以外の4大大会成績は、女子シングルスでは1938年の全米選手権準優勝のほかに、1947年ウィンブルドン選手権でベスト8、同年の1947年全米選手権ベスト4があった。全仏選手権は戦前の1938年に1度出場したのみで、3回戦敗退に終わっている。ウィンブルドン選手権では混合ダブルスで1947年・1951年に2度準優勝があった。1952年以後、ボルトンはプロテニス選手に転向する。選手生活を終えてから半世紀後、ナンシー・ウィン・ボルトンは2001年11月9日に故郷のメルボルンで85歳の生涯を閉じた。
ナンシー・ウィン・ボルトンは2006年に国際テニス殿堂入りを果たした。

## 全豪選手権の成績
- 女子シングルス：6勝（1937年・1940年 → 1946年-1948年・1951年）　［大会3連覇を含む。準優勝2度：1936年、1949年］
- 女子ダブルス：10勝（1936年-1940年 → 1947年-1949年・1951年・1952年）　［すべてテルマ・コイン・ロングとのペア。準優勝2度：1946年・1950年］
- 混合ダブルス：4勝（1940年 → 1946年-1948年）　［すべてコリン・ロングとのペア］

その他の成績：全米選手権女子シングルス準優勝：1938年／ウィンブルドン選手権混合ダブルス準優勝：2度（1947年・1951年）